# Фікус зелений
Фікус зелений, біла фіга, пілкхан (Ficus virens) — вид рослин родини тутові (Moraceae).

## Будова
Листяне дерево до 37 м, що скидає листя у посушливу пору року.

## Життєвий цикл
Це один із тих видів фікусів, яких називаю «душителями». Дерево розвивається з насіння, занесене птахами, у розвилці гілки іншого виду. Через деякий час повітряне коріння досягає землі. Воно починає товщати і душити хазяїна. Зрештою обплетений фікусом вид гине, і лишає колону зі зрощених стебел «душителя».

## Поширення та середовище існування
Росте у рівнинних тропічних і субтропічних дощових лісах і заростях ліан в Азії (Індія, Японія), Східній Австралії та островах Фіджі.

## Практичне використання
У тайській кухні листя дерева відоме під назвою пхак лует (ผักเลือด) і використовується як овоч для виготовлення карі.

## Галерея

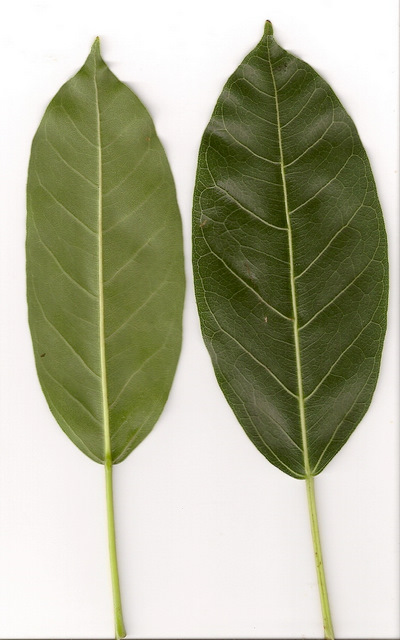
Листя
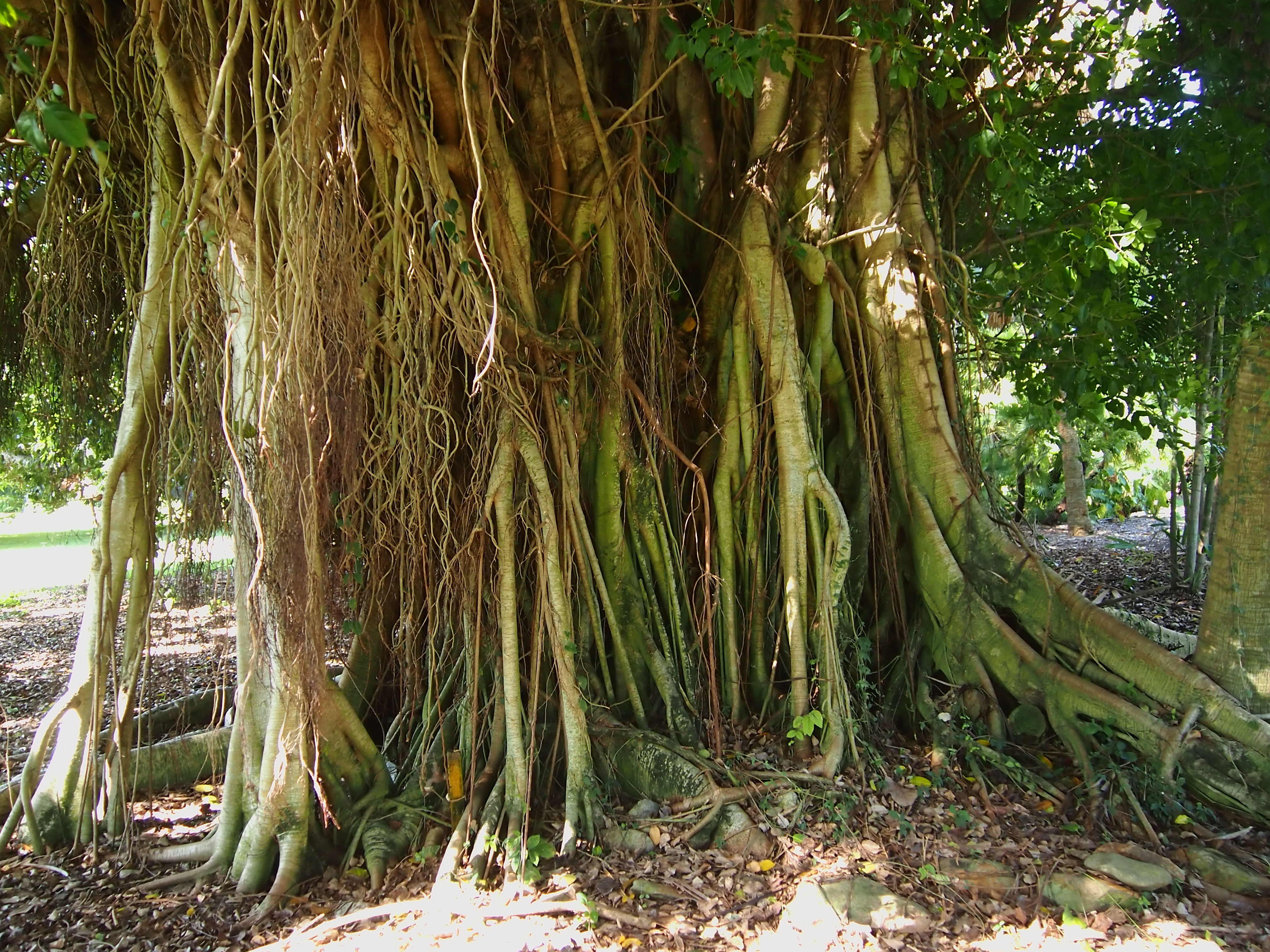
Стовбур
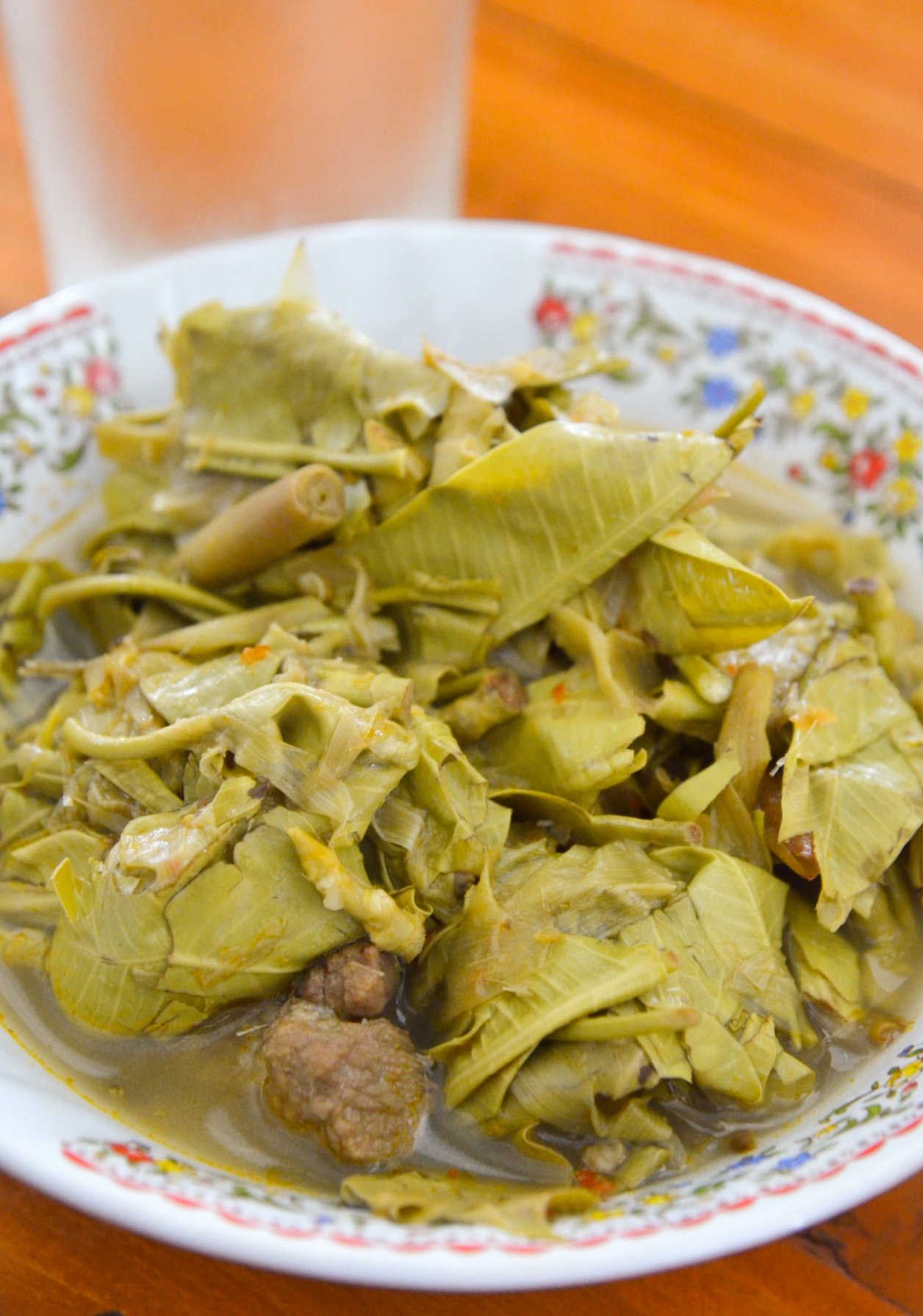
Страва з листя
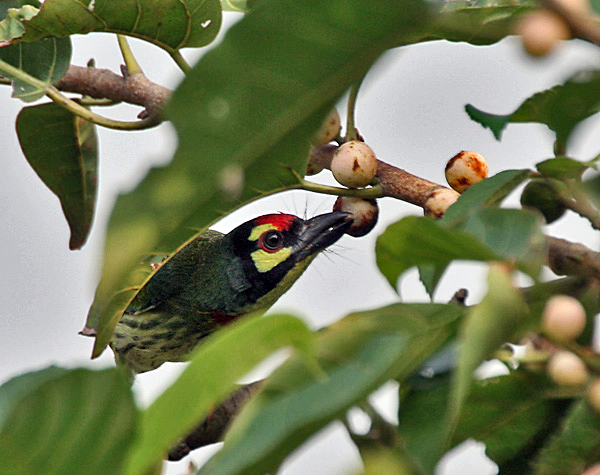
Пташка Psilopogon haemacephalus їсть плоди фікуса зеленого